# Cop, con la ley o sin ella
Cop, con la ley o sin ella (título original: Cop) es una película policíaca de 1988 dirigida por James B. Harris y protagonizada por James Woods, Lesley Ann Warren y Charles Durning. Es una adaptación al cine de una novela de James Ellroy.

## Argumento
Lloyd Hopkins es un rudo detective de la policía de Los Ángeles y también es uno de sus mejores miembros. Sin embargo, mientras en su trabajo todo le va bien, en su matrimonio todo va mal, lo que también es el caso respecto a la relación con su hija.
Un día, en un nuevo caso, Hopkins investiga varios crímenes cometidos por un asesino en serie de mujeres que le acaba por obsesionar. Las investigaciones de esos crímenes le llevan a una librería feminista regentada por la poetisa Kathleen McCarthy, que en el pasado fue violada y que desde no hace mucho recibe poemas y flores de un desconocido que puede ser el psicópata al que persigue, ya que ella recibe los regalos en las fechas en que éste comete esos crímenes.

## Reparto
| Actor             | Personaje               |
| ----------------- | ----------------------- |
| James Woods       | Lloyd Hopkins           |
| Lesley Ann Warren | Kathleen McCarthy       |
| Charles Durning   | Dutch Peltz             |
| Charles Haid      | Delbert 'Whitey' Haines |
| Raymond J. Barry  | Capitán Fred Gaffney    |
| Randi Brooks      | Joanie Pratt            |
| Steven Lambert    | Bobby Franco            |
| Christopher Wynne | Jack Gibbs              |

## Producción
Todo empezó, cuando James B. Harris encontró en una librería la novela de James Elroy de 1984, Blood on the Moon. Después de leerlo, quiso colaborar con James Woods, un actor y compañero suyo, para hacer una película de ella. Harris adquirió la opción del libro y escribió la adaptación específicamente pensando en Woods para el papel principal con la intención de dirigirla y producirla también. James Woods, encantado de querer hacerla, también se volvió productor de ella, lo que también fue su debut al respecto.
Para hacerla se contrató a John Petrievich de la División de Robos y Homicidios del Departamento de Policía de Los Ángeles para que la película fuera lo más realista posible. Una vez preparado todo, se rodó el filme en localidades alrededor de Los Ángeles, California, porque Woods quería una atmósfera tipo "Raymond Chanderlesque". Se empezó a filmarla en sonido y color el 9 de marzo de 1987 y se estrenó al final el 5 de febrero de 1988.

## Recepción
En el presente la obra cinematográfica ha sido valorada en portales cinematográficos y por críticos profesionales. En IMDb, con aproximadamente 6000 votos registrados por parte de los usuarios, la película obtiene una media ponderada de 6,4 sobre 10. En cuanto a Rotten Tomatoes, los más de 1000 votos registrados en el portal dieron a este filme una valoración media de 3,3 de 5, mientras que los 18 críticos profesionales, que valoraron la obra cinematográfica en ese portal, le dieron una valoración media de 5,8 de 10. También cabe destacar, que en el periódico La Vanguardia los usuarios que dieron su opinión allí le dieron a la película una aprobación del 62%.